# Skybruddet den 31. august 2014
Skybruddet den 31. august 2014 var et kraftigt skybrud der særligt ramte København og Nordsjælland tidligt søndag morgen d. 31. august. Omkring 3:15 blev der udsendt et varsel om skybrud, og på omkring tre timer faldt der nogle steder over 100 millimeter regn i store områder i og omkring Storkøbenhavn. DMI selv målte 119 millimeter regn, hvoraf store dele faldt inden for en halv time, og i Buddinge målte man 116 millimeter, mens private målinger vist helt op mod 160 millimeter, hvilket kan gøre det til et af de kraftigste skybrud nogensinde i Danmark.
Flere områder stod under vand, og en del veje blev spærret. Store dele af den kollektive trafik blev lammet idet Østerport og tunnellen ved Svanemøllen Station stod under vand. Dette påvirkede både S-togene og Øresundstogene.. Københavns Metro var ligeledes ude af drift det meste af søndagen, da Sundby Station var oversvømmet. 
Flere større veje blev lukket som følge af de store vandmængder heriblandt Ørestads Boulevard, Hellerupvej, Lersø Parkallé, Christians Brygge, Tietgensgade, Hambroesgade, Niels Broks Gade og Stoltenbergsgade til Kalvebod Brygge. Flere større bygninger og anlæg i København havde problemer, heriblandt Tivoli, Kastellet, Vestre Fængsel og Illum. Tivoli evakuere og lukke haven som følge af skybruddet.
Omkring 500 personer på Østerbro og Indre By fik strømsvigt. En taxachauffør var ved at drukne, da hans bil sad fast på Lersø Parkallé og det elektriske system svigtede, da store mængder vand trængte ind i bilen. To dykkere fik ham ud, efter han havde kontaktet alarmcentralen.
Lyngbyvejen og Helsingørmotorvejen blev først åbnet for gennemkørsel i løbet af d. 1., hvor man havde fået pumpet det meste vand væk, samt fjernet store mængder jord, der var skyllet ud på kørebanen med det kraftige regnfald.